# 인도의 코로나19 예방접종
인도의 코로나19 예방접종은 코로나19에 대응하기 위한 인도에서의 백신접종 프로그램이다. 현재 인도에서는 아스트라제네카, 코백신, 스푸트니크V 이렇게 3개 백신이 사용 중이고, 허가되었지만 사용되지 않는 백신으로는 모더나와 ZyCoV-D, 그리고 얀센이 있다.

## 타임라인

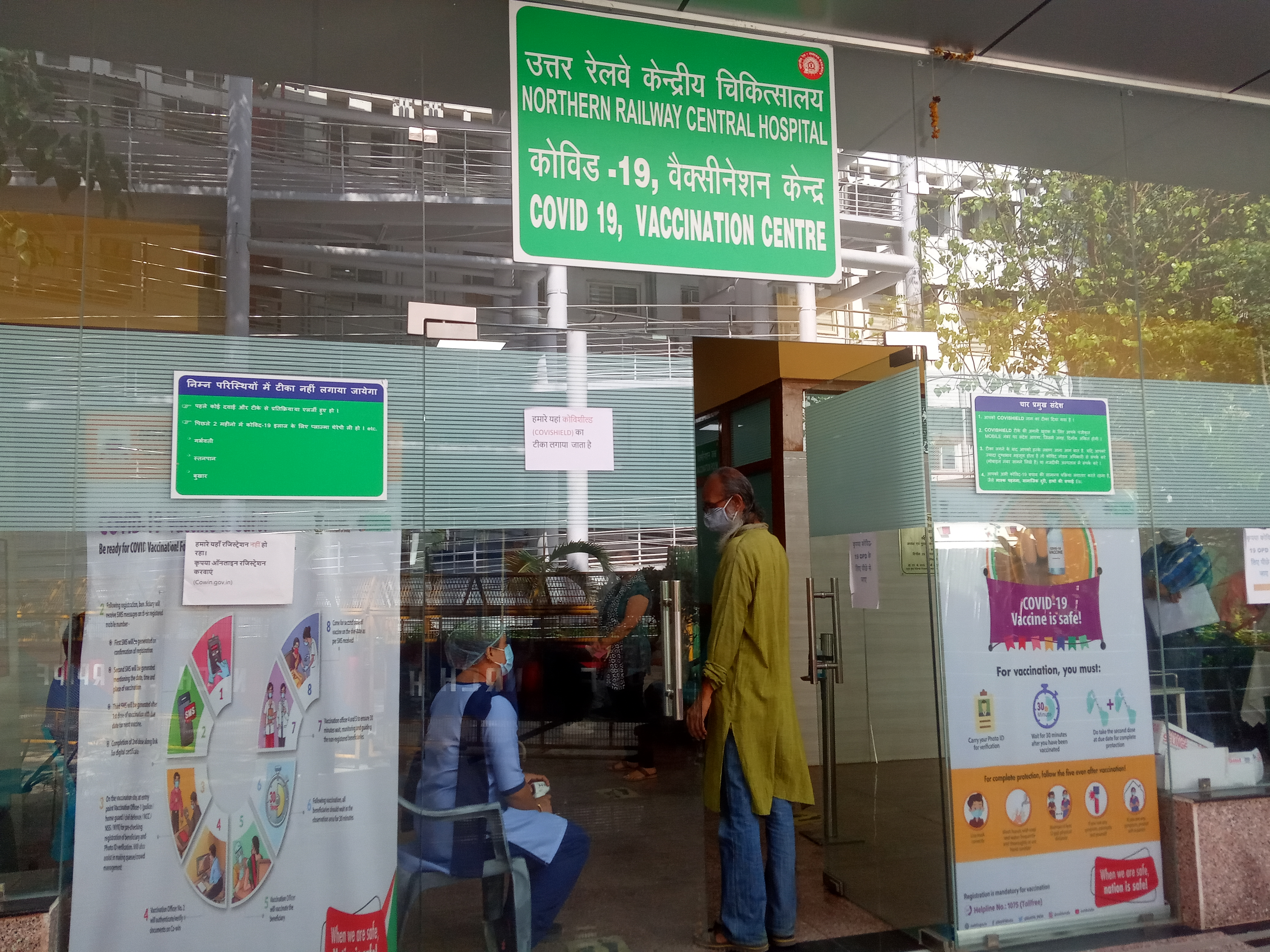
델리의 한 예방접종센터

### 접종 초기
2020년 9월, 인도 보건부 장관 Harsh Vardhan은 인도가 내년 1분기 중 백신접종을 시작할 것이며, 첫 접종 대상자는 약 3천만 명의 의료 종사자가 될 것이라고 발표했다.
2021년 1월 1일, 인도 식약처는 아스트라제네카 백신을 긴급사용승인했으며, 하루 뒤에는 코백신 또한 승인했다. 그러나 코백신은 3상이 끝나지 않았기 때문에 일부 주에서는 아스트라제네카만 접종하기로 했다.

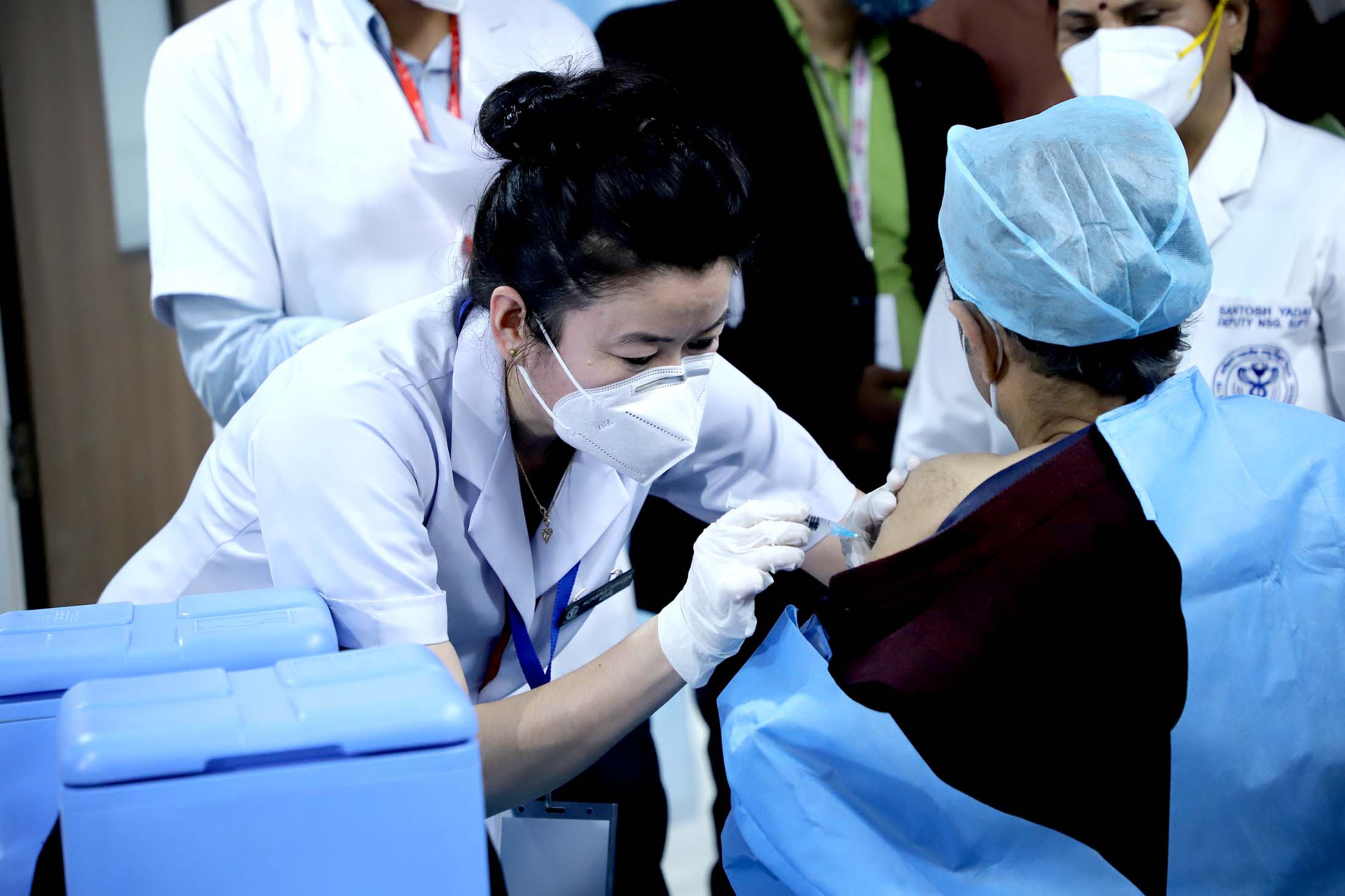
뉴델리의 한 접종센터에서 접종 첫날인 1월 16일 한 사람이 백신을 접종받고 있다.

2021년 1월 16일, 인도는 코로나19 예방접종을 시작했다. 처음 3일 동안 631,417명이 백신을 접종받았고, 이 중 0.18%가 이상반응을 신고했고, 9명(0.002%)은 이상반응으로 인해 병원에 입원했다.
백신 접종 초기에는 경찰, 군인, 의료 종사자 등이 접종받았다. 3월 1일 기준 1,400만 명이 1차 접종을 했고, 이는 목표치인 3천만 명에 1/2도 못 미치는 수준이었다.

## 계약한 백신
| 백신종류       | 진행상황        | 계약 물량                        | 허가일          | 접종 시작일     | 효능  |
| -------------- | --------------- | -------------------------------- | --------------- | --------------- | ----- |
| 아스트라제네카 | 사용중          | 7억 5천만 회분 (3억 7500만 명분) | 2021년 1월 1일  | 2021년 1월 16일 | 70.4% |
| 얀센           | 사용허가        | -                                | 2021년 8월 7일  | 미정            | 66.9% |
| 모더나         | 사용허가        | -                                | 2021년 6월 29일 | 미정            | 94.1% |
| 노바백스       | 3상 임상 종료   | 2억 회분 (1억 명분)              | 미정            | 미정            | 90.4% |
| 코백신         | 사용중          | 5억 5천만 회분 (2억 7500만 명분) | 2021년 1월 3일  | 2021년 1월 16일 | 77.8% |
| ZyCoV-D        | 사용허가        | 5천만 회분                       | 2021년 8월 20일 | 미정            | 66.6% |
| 바이오 E       | 3상 임상 진행중 | 3억 회분 (1억 5천만 명분)        | 미정            | 미정            | 90.0% |
| 스푸트니크V    | 사용중          | 1억 5600만 회분 (7800만 명분)    | 2021년 4월 12일 | 2021년 5월 14일 | 91.6% |